# BRM (Modena)
BRM is een Italiaans historisch merk van hulpmotoren en bromfietsen.
De bedrijfsnaam was: Officine Meccaniche Ricardo Bellentani, Modena.
Dit was een klein Italiaans merk dat van 1955 tot 1957 49cc-tweetakt-hulpmotoren maakte. Ricardo's broer Vittorio Bellentani, die technisch directeur bij Ferrari was, ontwikkelde het blokje. Hoewel het bedrijfje slechts enkele jaren bestond maakte men ook nog bromfietsen.